# Ivan Štefanec

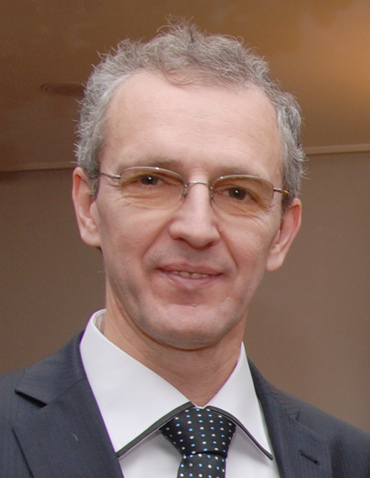
Ivan Štefanec (2011)

Ivan Štefanec (* 30. September 1961 in Považská Bystrica, Stredoslovenský kraj) ist ein slowakischer Politiker (SDKÚ-DS, KDH). Er ist seit 2014 Mitglied des Europäischen Parlaments. Štefanec ist Präsident der Wirtschaftsvereinigung SME Europe der Europäischen Volkspartei (EVP). 

## Leben
Štefanec studierte Wirtschaftswissenschaften an der Wirtschaftsuniversität Bratislava und an der Comenius-Universität Bratislava. Von 1983 bis 1991 arbeitete er als Projektmanager im Maschinenbaubetrieb von Považská Bystrica. Nach der Samtenen Revolution in der Tschechoslowakei ging er in die USA und absolvierte einen MBA-Studiengang am Rochester Institute of Technology im Bundesstaat New York. Anschließend leitete er die Niederlassung der Unternehmensberatung Ernst & Young in der Tschechoslowakei. 1994 promovierte er an der Wirtschaftsuniversität Bratislava. Von 1994 bis 2004 war er Manager bei Coca-Cola Slowakei, zunächst als Finanzdirektor, dann als Generaldirektor.
Die Regierung von Mikuláš Dzurinda ernannte Štefanec 2004 zum Bevollmächtigten für die Einführung des Euro in der Slowakei. Im Jahr darauf trat er Dzurindas Partei Slovenská demokratická a kresťanská únia – Demokratická strana (SDKÚ-DS) bei. 2006 wurde er zum Abgeordneten im slowakischen Nationalrat gewählt. 2010 und 2012 gelang ihm die Wiederwahl. In der Legislaturperiode 2010–12 war er Vorsitzender des Ausschusses für europäische Angelegenheiten, anschließend stellvertretender Ausschussvorsitzender.
Als Mitglied der SDKÚ-DS wurde er bei der Europawahl 2014 in das Europäische Parlament gewählt. Dort sitzt er in der christdemokratischen Fraktion der Europäischen Volkspartei (EVP). Er ist Mitglied im Ausschuss für Binnenmarkt und Verbraucherschutz und war in der Legislaturperiode bis 2014 Delegierter für die Beziehungen zu den Ländern Südasiens. Im Februar 2015 verließ er die SDKÚ-DS und trat vier Monate später der Kresťanskodemokratické hnutie (KDH) bei. Als KDH-Kandidat mit den meisten Vorzugsstimmen wurde er 2019 wiedergewählt. Neben seinem Sitz im Binnenmarktausschuss ist er seither Delegierter für die Beziehungen zu Japan.
Štefanec ist verheiratet und hat zwei Kinder.